# Sicur Santa Rosa
Sicur Santa Rosa es un caserío peruano ubicado en el distrito de Sondorillo, perteneciente a la provincia de Huancabamba del departamento de Piura, al norte del Perú. 

## Ubicación
Sicur Santa Rosa se ubica al norte de la provincia de Huancabamba, en el distrito de Sondorillo, en el departamento de Piura.

## Demografía
En 2017 Sicur Santa Rosa tenía una población de 310 habitantes.
| Gráfica de evolución demográfica de Sicur Santa Rosa entre 1993 y 2017 |
|                                                                        |
| Fuentes: Población 1993 y 2017                                         |